# Based on a True Story (Álbum dos Del-Lords)
| Críticas profissionais | Críticas profissionais |
| Pontuações agregadas   | Pontuações agregadas   |
| Fonte                  | Avaliação              |
| ---------------------- | ---------------------- |
| AllMusic               | [ 1 ]                  |
| Robert Christgau       | B+                     |
| Avaliações da crítica  |                        |
| Fonte                  | Avaliação              |

Based on a True Story é um álbum dos Del Lords lançado em 1988 pela Enigma Records.

## Faixas
Todas as letras escritas por Scott Kempner.
| N.º | Título                         | Duração |  |
| 1.  | "Crawl in Bed"                 | 3:57    |  |
| 2.  | "Judas Kiss"                   | 4:36    |  |
| 3.  | "Ashes to Ashes"               | 4:19    |  |
| 4.  | "I'm Gonna Be Around"          | 3:01    |  |
| 5.  | "Poem of the River"            | 5:58    |  |
| 6.  | "The Cool and the Crazy"       | 5:18    |  |
| 7.  | "Cheyenne"                     | 3:47    |  |
| 8.  | "A Lover's Prayer"             | 4:45    |  |
| 9.  | "Whole Lotta Nothin' Goin' On" | 3:34    |  |
| 10. | "River of Justice"             | 5:10    |  |

## Créditos
The Del-Lords
- Scott Kempner – vocal, guitarra
- Eric Ambel – guitarra, vocal, teclado em "The Cool and the Crazy" e "River of Justice", vocal principal em "Judas Kiss" e "A Lover's Prayer"
- Manny Caiati – baixo, vocal
- Frank Funaro – bateria, vocal

Músicos adicionais e produção
- Scotty Bem – gongo
- Pat Benatar – vocal de fundo em "Judas Kiss" e "Poem of the River"
- Lenny Castro – percussão
- Spyder Curtis James – teclado em "Judas Kiss", "Poem of the River" e "Ashes to Ashes"
- Frank Linx – vocal em "Cheyenne", "Whole Lotta Nothin' Goin' On", "A Lover's Prayer", "Judas Kiss" e "River of Justice"
- Rev. Mojo Nixon – sermão em "River of Justice"
- Johnny Powers – harpa em "River of Justice" e "A Lover's Prayer"
- Kevin Savigar – teclado em "Whole Lotta Nothin' Goin' On" e "Poem of the River"
- Kim Shattuck e Karen Blankfeld – vocal em "The Cool and the Crazy"
- Syd Straw – vocal de fundo em "Judas Kiss", "River of Justice" em "Ashes to Ashes"
- Gordon Fordyce - engenheiro
- Michael Frondelli – mixagem
- Neil Geraldo – produtor
- Engenheiros assistentes: Bill Cooper, Angus Davidson, Scott E. Gordon